# Daniel Kash
Daniel Joshua Kash (Montreal (Canada), 25 april 1959) is een Canadees acteur en filmregisseur. 

## Biografie
Kash werd geboren in Montreal (Canada) als zoon van een operazangeres en een violist en dirigent, en is broer van actrice Linda. Hij leerde het acteren aan de Drama Centre London in Londen.  
Kash begon in 1986 met acteren in de film Aliens, waarna hij in nog meer dan 140 films en televisieseries speelde. Hij speelde in onder andere Due South (1994-1996), Exit Wounds (2001), The Tuxedo (2002), The Line (2009), Repo Men (2010), RoboCop (2014) en The Strain (2014-2015). In 1994 werd hij genomineerd voor een Gemini Award voor zijn rol in de film Gross Misconduct: The Life of Brian Spencer in de categorie Beste Acteur in een Hoofdrol in een Film.

## Filmografie

### Films
Selectie:
- 2017 XXx: Return of Xander Cage - als Russische hoofdspion
- 2015 Remember - als directeur verzorgingstehuis
- 2014 RoboCop - als John Lake
- 2013 Mama - als dr. Dreyfuss
- 2012 On the Road - als Henry Glass
- 2010 Casino Jack - als Gus Boulis
- 2010 Camp Rock 2: The Final Jam - als Axel Turner
- 2010 Repo Men - als Chipped Tooth
- 2007 Diary of the Dead - als politieagent
- 2006 Lucky Number Slevin - als bodyguard
- 2005 Cinderella Man - als verslaggever
- 2003 Cold Creek Manor - als lokale bewoner
- 2002 The Tuxedo - als Rogers
- 2001 The Shipping News - als rechercheur Danzig
- 2001 Don't Say a Word - als rechercheur Garcia
- 2001 Exit Wounds - als Rory
- 1998 Bone Daddy - als Rocky
- 1986 Aliens - als soldaat Spunkmeyer

### Televisieseries
Selectie:
- 2024 Law & Order Toronto: Criminal Intent - als rechercheur Andy Manek - 2 afl.
- 2023 Slasher - als Isaac Kashtinsky - 6 afl.
- 2020 Tiny Pretty Things - als sergeant Dan Lavery - 5 afl.
- 2018 Bad Blood - als Enzo Cosoleto - 8 afl.
- 2018 Jack Ryan - als D.O. Shelby Farnsworth - 3 afl.
- 2018 In Contempt - als Tom Delgado - 8 afl.
- 2013-2017 Orphan Black - als Tomas - 5 afl.
- 2016-2017 The Expanse - als Antony Dresden - 5 afl.
- 2016 Damien - als kapitein McGarry - 4 afl.
- 2015-2016 Bitten - als Roman Navikev - 7 afl.
- 2014-2015 The Strain - als dr. Everett Barnes - 9 afl.
- 2014 Hannibal - als Carlo Deogracias - 3 afl.
- 2011-2012 Alphas - als vader van Rachel - 4 afl.
- 2008-2012 Less Than Kind - als rabbijn Rabinowitz - 4 afl.
- 2011 Against the Wall - als Papadol - 12 afl.
- 2009 The Line - als Donny - 15 afl.
- 2007-2008 The Dresden Files - als Justin Morningway - 4 afl.
- 2006 Angela's Eyes - als Simon Laird - 3 afl.
- 1999-2000 The City - als Petrov - 4 afl.
- 1998 Goosebumps - als Karl Knave - 3 afl.
- 1994-1996 Due South - als Louis Gardino - 31 afl.
- 1994 RoboCop - als Reggie Braga - 3 afl.
- 1991-1992 Street Legal - als Bernie Brock - 6 afl.

### Computerspellen
- 2014 Watch Dogs - als Damien Brenks
- 2014 Thief - als Orion
- 2013 Tom Clancy's Splinter Cell: Blacklist - als generaal McGowan
- 2008 Far Cry 2 - als stem
- 2004 The Black Mirror - als William Gordon
- 2002 Project Earth: Starmageddon - als stem

### Filmregisseur
- 2007 For Lease - korte film
- 2003 Flip Phone - korte film
- 2001 Germgirl - korte film

- Biblioteca Nacional de España: XX5526377
- Gemeinsame Normdatei: 1146885822
- International Standard Name Identifier: 0000 0000 4861 7211
- Library of Congress Control Number: no2007026457
- Nationale Bibliotheek van Tsjechië: xx0211080
- Virtual International Authority File: 26836779
- WorldCat: E39PBJcKFpG7B7HTbr3wtXrKBP